# Standard Vanguard Vignale
Der Standard Vanguard Vignale ist ein Personenkraftwagen des ehemaligen britischen Automobilherstellers Standard, der von 1958 bis 1961 gebaut wurde. Er ist eine Weiterentwicklung des 1955 vorgestellten Vanguard Phase III, den er ablöste. Die Unterschiede zwischen beiden Modellen sind gering; sie beschränken sich auf stilistische und technische Details. Die Modellbezeichnung bezieht sich auf das italienische Designstudio Vignale, das an der Entwicklung des Facelifts nominell beteiligt war.

## Entstehungsgeschichte

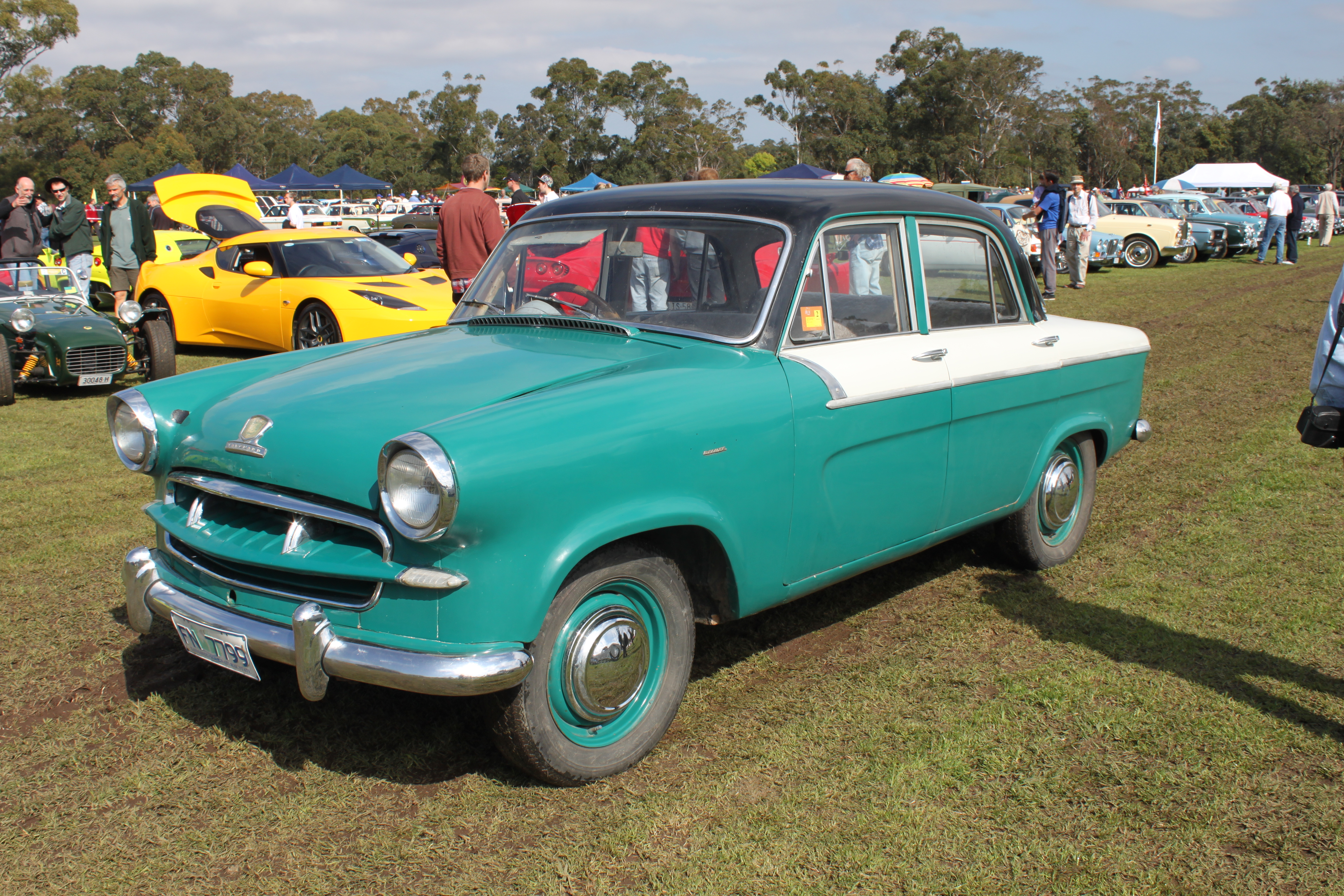
Ausgangsmodell: Vanguard Phase III (1955–1958)

Die in Coventry ansässige Standard Motor Company hatte 1948 den Vanguard auf den Markt gebracht, der als Einheitsmodell die weit gefächerte Modellpalette der Vorkriegszeit ersetzte. Rückblickend war der als Phase I bezeichnete erste Vanguard stilistisch einer der modernsten britischen Pkw seiner Zeit: Er hatte schon eine Pontonkarosserie und das damals modische Buckelheck, allerdings weiterhin ein separates Chassis. Sein 1953 vorgestellter Nachfolger, der Vanguard Phase II, bekam bei unveränderter Technik eine neu gestaltete Stufenheckkarosserie. Er war ein Übergangsmodell und blieb nur zwei Jahre im Programm. 1955 erschien der Vanguard Phase III mit selbsttragender Karosserie und wiederum neu gestaltetem Aufbau, dessen Form auf den in der Branche weitgehend unbekannten Designer Carl Otto zurückging. Otto kopierte mit seinem Entwurf viele Designdetails US-amerikanischer Mittelklassewagen.
Während der Bauzeit des Vanguard Phase III gliederte Standard erstmals die Modellreihe auf: 1956 erschien die leistungsstärkere Variante Standard Sportsman, 1957 die besonders preiswerte Basisversion Standard Ensign. Der Ensign hat eine in ihrer Grundstruktur mit dem Vanguard III übereinstimmende Karosserie, weist aber an der Front- und Heckpartie einige Modifikationen auf. Sie wurden dem Turiner Designstudio Vignale zugeschrieben, das von Standard den Auftrag erhalten hatte, den zwei Jahre alten Carl-Otto-Entwurf leicht zu überarbeiten. Tatsächlich wurden die Arbeiten von dem freischaffenden Designer Giovanni Michelotti als Subunternehmer ausgeführt. Der Ensign war zunächst das einzige Standard-Modell mit der von Michelotti überarbeiteten Karosserie. Der Vanguard III blieb noch ein Jahr lang unverändert, das heißt mit der ursprünglichen Carl-Otto-Karosserie im Programm. Erst im Herbst 1958 übertrug Standard die Karosseriedetails des Ensign auch auf den Vanguard. Im Zuge dieser Änderungen wurde der Vanguard Phase III zum Vanguard Vignale.
Der Vanguard Vignale blieb drei Jahre lang im Programm. In diese Zeit fielen erhebliche wirtschaftliche Schwierigkeiten des Standard-Konzerns, die letztlich 1960 zur Übernahme durch den Lkw-Hersteller Leyland führten. Leyland setzte die Produktion Vanguard-Familie noch bis 1963 fort, wobei der Vanguard Vignale zum Vanguard Six weiterentwickelt wurde und der Ensign DeLuxe im Rahmen einer Aufwertung die Rolle des bisherigen Vanguard Vignale einnahm.

## Modellbeschreibung

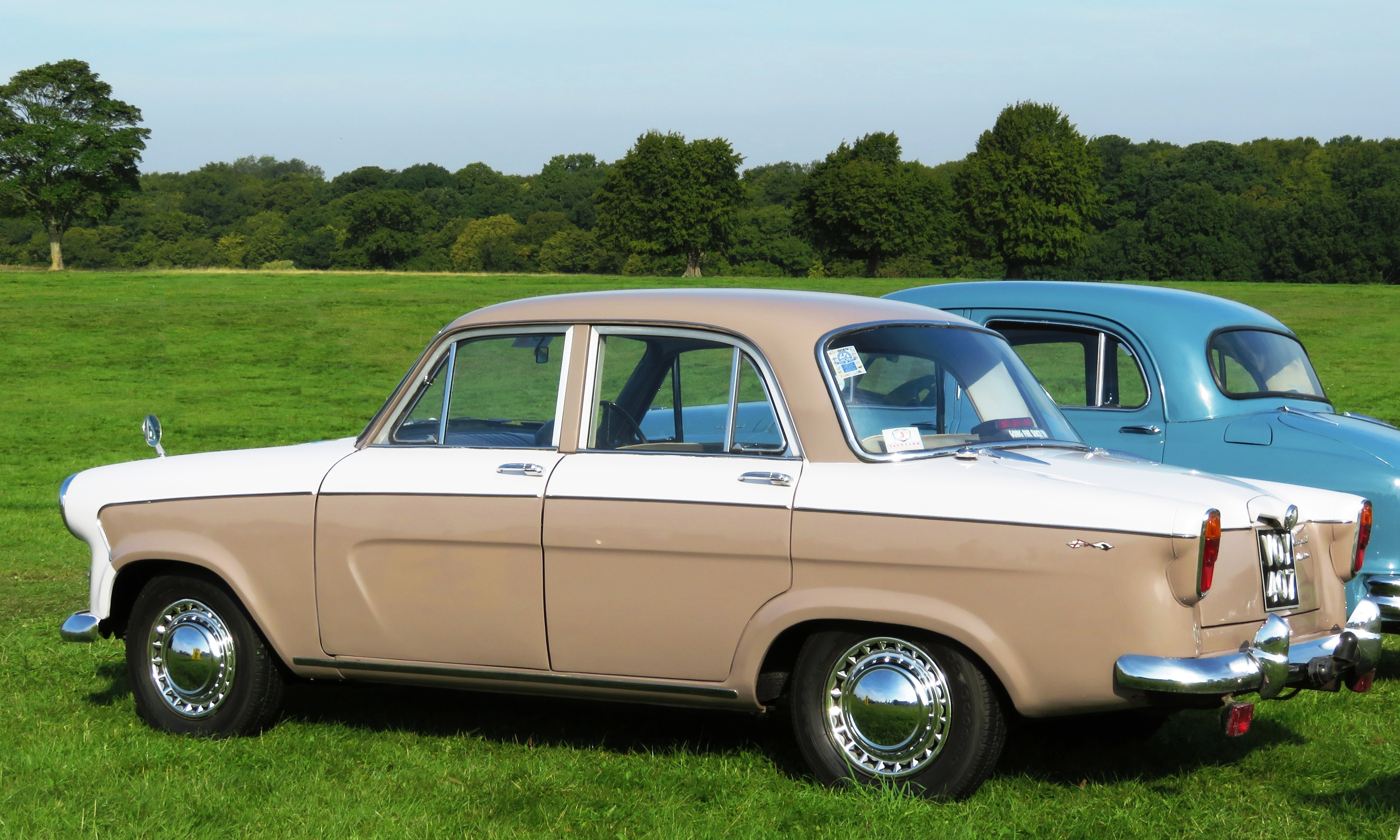
Vanguard Vignale

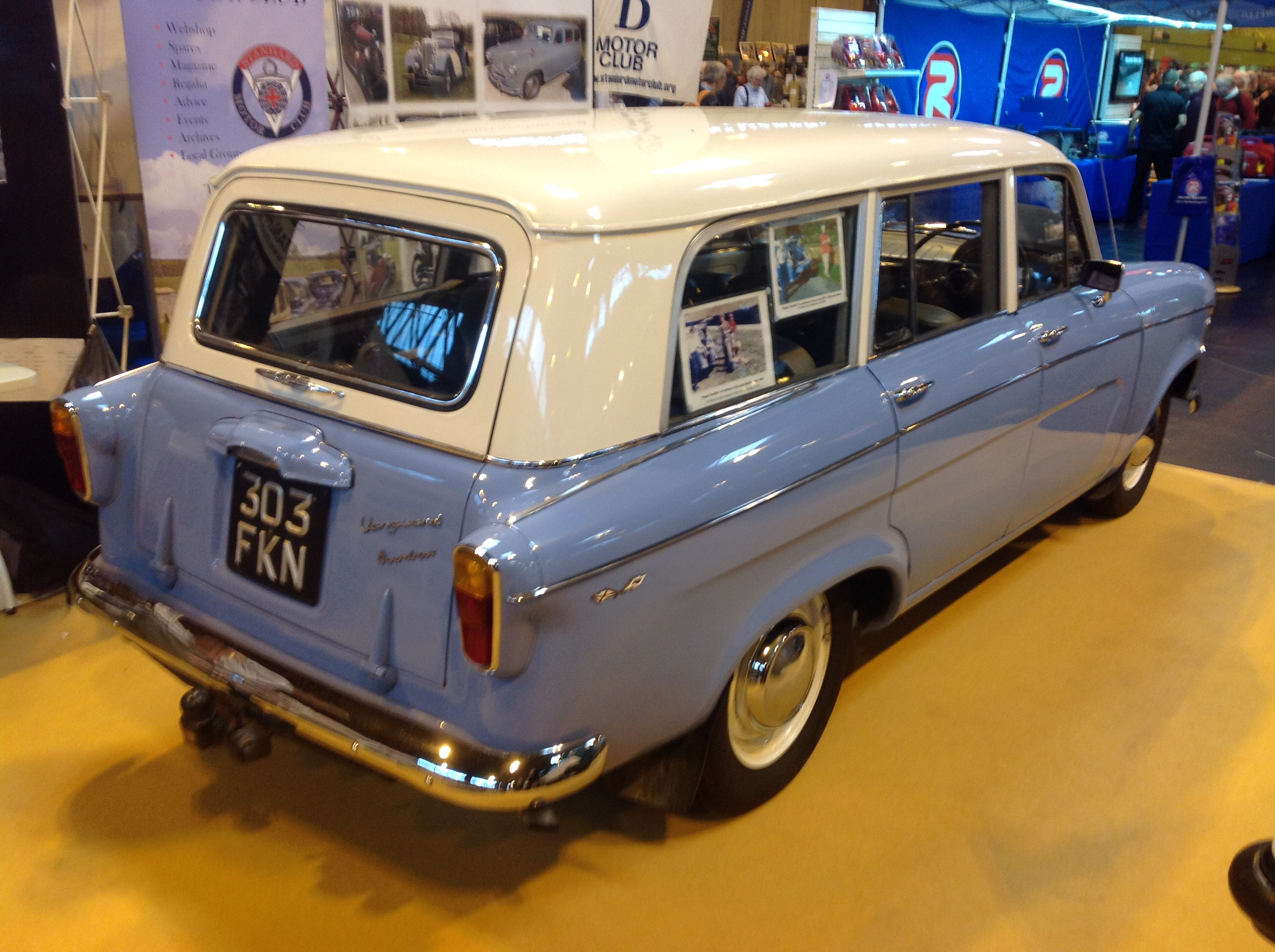
Vanguard Vignale Estate

Der Vanguard Vignale war als viertürige Limousine (Saloon) und – anders als das Schwestermodell Ensign – auch als Kombi (Estate) mit horizontal geteilter Heckklappe erhältlich. Beide Versionen haben eine selbsttragende Karosserie, die bei Pressed Steel in Cowley, Oxfordshire, hergestellt wurde. Die grundsätzliche Auslegung der Form – Pontonkarosserie mit Stufenheck bei der Limousine, Sicken in den Flanken und vordere Rundscheinwerfer – übernahm Vanguard vom Vanguard Phase III.
Die Frontgestaltung des Vanguard Vignale weicht von der des bisherigen Vanguard Phase III ab. Dessen über die Wagenbreite reichende Kühleröffnung, die von einer breiten waagerechten Strebe mit zahnartigen Chromaufsätzen geteilt wird, war Gegenstand vielfacher Kritik gewesen. Wie schon beim Ensign, vereinfachte Michelotti die Frontmaske. Die waagerechte Trennstrebe entfiel. Stattdessen erhielt die Kühleröffnung eine umlaufende verchromte Einfassung, in der sich vier waagerechte und vier senkrechte Streben kreuzen. Unter den Hauptscheinwerfern sind Standlicht und Blinker positioniert. Anders als beim Ensign, sind diese beiden Zusatzleuchten mit Ringen aus rostfreiem  Edelstahl eingefasst. Auch die Heckpartie wurde von Michelotti neu gestaltet: An die Stelle der runden Rückleuchten des Vanguard III treten beim Vanguard Vignale schmale hochkant angeordnete rechteckige Leuchten. Die stilistischen Änderungen betrafen sowohl die Limousine als auch den Kombi.
Die Motorisierung übernahm der Vanguard Vignale unverändert vom Vignale Phase III. Sie geht im Kern auf den Vanguard Phase I, das Ursprungsmodell der Baureihe aus dem Jahr 1948, zurück. Der Motor des Vanguard Vignale ist ein Vierzylinder-Ottomotor mit einem Hubraum von 2088 cm³ (Bohrung × Hub: 85 × 92 mm) und einem einzelnen Solex-Vergaser. Er hat nasse Zylinderlaufbuchsen und hängende Ventile mit seitlicher Nockenwelle. Das Verdichtungsverhältnis beträgt 7,0 : 1. Der Motor leistet nun 69 bhp (51 kW) bei 4200 min−1. Serienmäßig war der Vanguard Vignale mit einem voll synchronisierten Vierganggetriebe mit Mittelschaltung ausgestattet, das im Vorjahr im Standard Ensign  eingeführt worden war. Das im Vanguard Phase III ausschließlich erhältliche Dreiganggetriebe mit Lenkradschaltung konnte auch im Vanguard Vignale noch bestellt werden, war hier aber nur noch eine Sonderausstattung.
Der Vanguard Vignale hat wie sein Vorgänger vorn an Doppelquerlenkern einzeln aufgehängte Räder mit Schraubenfedern und einen Hilfsrahmen. Hinten ist eine Starrachse mit halbelliptischen Blattfedern eingebaut. Das Auto hat Trommelbremsen von Lockheed an allen Rädern.
Ein Vanguard Vignale mit Overdrive wurde 1959 von dem britischen Magazin The Motor getestet. Eine Höchstgeschwindigkeit von 133,2 km/h und eine Beschleunigung von 0–100 km/h in 20,8 Sekunden wurden festgestellt. Der Benzinverbrauch betrug 10,1 l/100 km.

## Ute

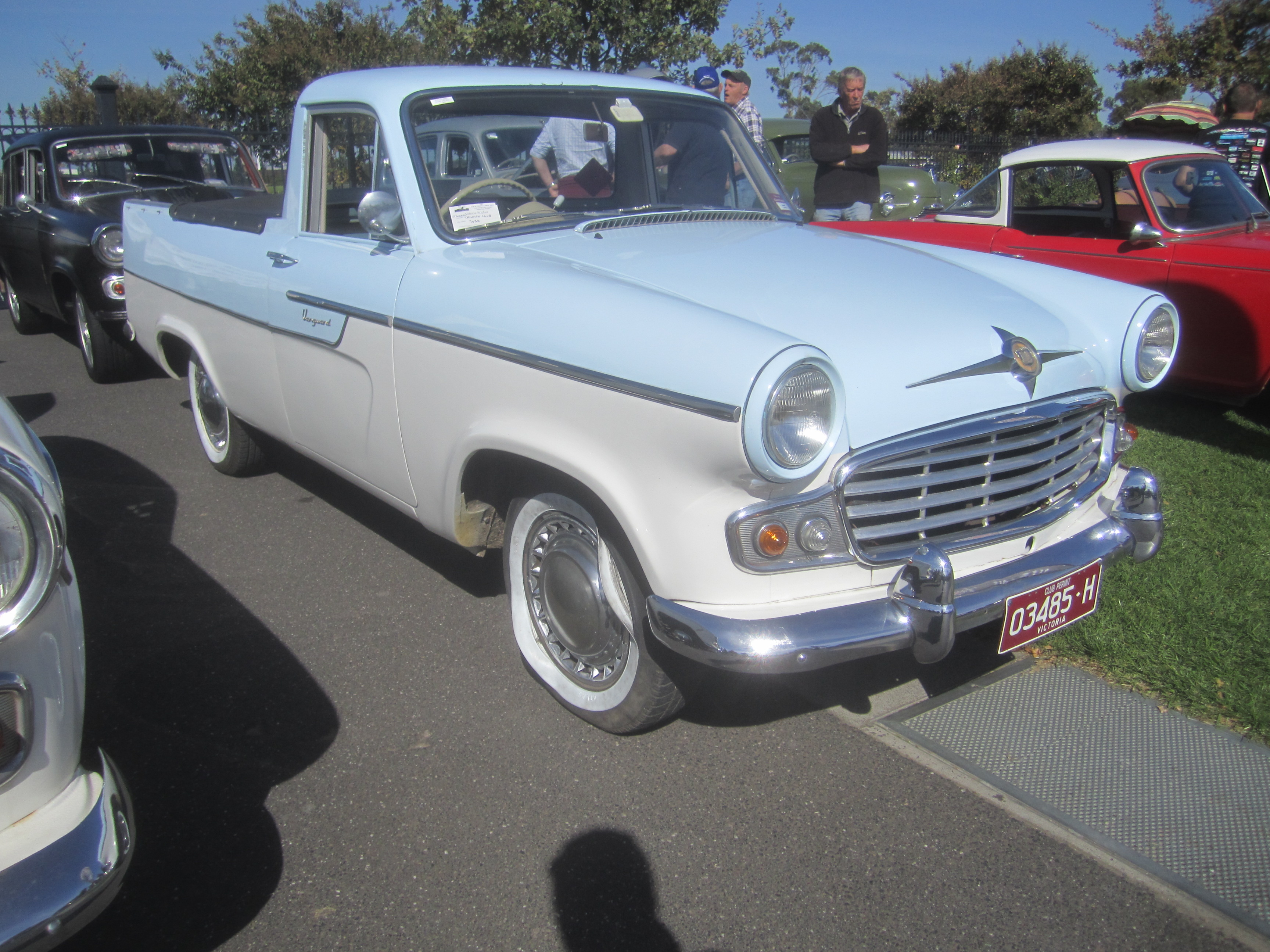
Ute aus australischer Produktion

Wie von allen vorangegangenen Vanguard-Generationen baute das in Port Melbourne ansässige Unternehmen Australian Motor Industries (AMI) auch vom Vanguard Vignale eine Pick-up-Version (im lokalen Sprachgebrauch: Ute) für den heimischen und für den neuseeländischen Markt.

## Produktion und Preise
1959 kostete der Vanguard Vignale Saloon mit Overdrive £ 1.147 einschließlich £ 383 Steuern.
Von 1958 bis 1961 baute Standard 26.267 Exemplare des Vanguard Vignale als Limousinen und Kombis.